# Grums (Gemeinde)
Koordinaten: 59° 21′ N, 13° 6′ O

Grums ist eine Gemeinde (schwedisch kommun) in der schwedischen Provinz Värmlands län und der historischen Provinz Värmland. Der Hauptort der Gemeinde ist Grums.

## Geographie
Die Gemeinde liegt am nordwestlichen Ufer des Vänern und an der Europastraße 18, die westlich weiter Richtung Norwegen und östlich in Richtung Örebro und Stockholm verläuft.

## Wirtschaft
In Grums liegt eine der drei schwedischen Papierfabriken der Billerud AB.

## Sehenswürdigkeiten
In Würdigung der Herkunft Lars Magnus Ericssons aus der Gemeinde kann man sein früheres Heim besichtigen, ebenso eine Ausstellung über Telefone.

## Größere Orte
- Grums
- Slottsbron
- Segmon
- Borgvik
- Liljedal